# Ruth Roland
Ruth Roland (San Francisco, 26 augustus 1892 - Hollywood, 22 september 1937) was een Amerikaanse toneel- en filmactrice. Tussen 1908 en 1937 verscheen zij in meer dan 200 films.

## Gedeeltelijke filmografie
- The Scarlet Letter (1908) (1908)
- The Cardboard Baby (1909)
- Her Indian Mother (1910)
- He Who Laughs Last (1911)
- Pulque Pete and the Opera Troupe (1912)
- The Raiders from Double L Ranch (1913)
- Gertie Gets the Cash (1914)
- The Pursuit of Pleasure (1915)
- The Red Circle (1915)
- The Sultana (1916)
- A Matrimonial Martyr (1916)
- The Sultana (1916)
- The Fringe of Society (1917)
- The Neglected Wife (1917)
- Hands Up (1918) (1918)
- Cupid Angling (1918)
- The Adventures of Ruth (1919)
- The Tiger's Trail (1919)
- Ruth of the Rockies (1920)
- The Avenging Arrow (1921)
- The Timber Queen (1922)
- White Eagle (1922) (1922)
- The Timber Queen (1922)
- The Haunted Valley (1923)
- Dollar Down (1925)
- The Masked Woman (1927)
- Reno (1930) (1930)
- From Nine to Nine (1935)